# Alessandro Diamanti
Alessandro Diamanti, detto Alino (Prato, 2 maggio 1983), è un allenatore di calcio ed ex calciatore italiano, di ruolo centrocampista, tecnico del Melbourne City Youth.
Da giocatore con la nazionale italiana si è classificato secondo agli Europei 2012 e terzo alla Confederations Cup 2013.

## Biografia
L'origine del suo soprannome, Alino, risale ai tempi degli esordi nella squadra della sua città, il Prato. I tifosi, infatti, presso i quali il calciatore aveva molti amici, lo chiamavano con questo diminutivo di Alessandrino.
Sposato dal 6 luglio 2008 con Silvia Hsieh, la coppia ha tre figli.

## Caratteristiche tecniche
Fantasista mancino, il suo ruolo ideale era di trequartista "a tutto campo" dietro due punte, libero di svariare dal centro alle fasce. Dotato di tecnica, grinta, estro e personalità, tra i suoi punti di forza vi erano la visione di gioco, il dribbling, il cross, il tiro dalla distanza e l'abilità nei calci piazzati, fossero essi rigori, punizioni o calci d'angolo; in più di un'occasione ha segnato direttamente dalla bandierina.
Subiva molti falli: nella stagione 2012-2013 fu il giocatore che subì più falli (ben 147) nei cinque maggiori campionati europei.

## Carriera

### Club

#### Gli inizi tra Prato ed esperienze in prestito
Cresciuto calcisticamente nella società pratese Associazione Calcio Santa Lucia, fu prelevato dal Prato, la squadra del cuore, nell'estate del 1997. Dopo tre stagioni nelle squadre giovanili, l'allenatore Vincenzo Esposito lo fece esordire in prima squadra il 14 maggio 2000, all'età di 17 anni, nei minuti finali dell'ultima giornata del campionato di Serie C2, Novara-Prato (0-0).
Il 1º luglio 2000 venne ceduto in prestito con diritto di riscatto all'Empoli, dove venne impiegato nella Primavera allenata da Luca Cecconi, giocando piuttosto poco (12 presenze e un gol in campionato, una presenza in Coppa). Al termine del campionato l'Empoli non esercitò il riscatto e Diamanti tornò a Prato, dove all'inizio della stagione successiva, il 19 agosto 2001, esordì in Coppa Italia, giocando l'ultimo spezzone di gara contro il Chievo (in trasferta, terminata 1-0), militante in Serie A.
Il 26 settembre 2001 fu dato in prestito secco al Fucecchio (Serie D), dove giocò da titolare per buona parte del campionato, realizzando, tra l'altro, un gol da metà campo nella partita contro il San Colombano (3-1) il 21 ottobre. Con la squadra conquistò il terzo posto in campionato. A fine stagione partecipò anche al "Torneo Nazionale Giovanile Serie D", scelto nella Rappresentativa del Girone D.
Nell'estate del 2002 ritornò al Prato, nel frattempo promosso in Serie C1, ma senza essere mai schierato da titolare in campionato. Il 1º gennaio 2003, durante la sessione invernale di mercato, venne ceduto in prestito con diritto di riscatto alla nuova Florentia Viola, acquistata da Diego Della Valle, militante in Serie C2. Qui Diamanti venne impiegato soprattutto nella squadra Primavera, tra campionato (6 presenze) e Torneo di Viareggio (3 presenze), dove la Florentia uscì dalla competizione al termine del girone eliminatorio. In prima squadra Alberto Cavasin lo schierò in tre spezzoni, il più significativo in casa contro l'Imolese (0-0) il 16 febbraio; la Florentia terminò la stagione con la promozione (tramutata in un doppio salto verso la Serie B), ma non lo riscattò, preoccupata dai due episodi di pneumotorace spontaneo capitati al giocatore tra aprile e maggio.

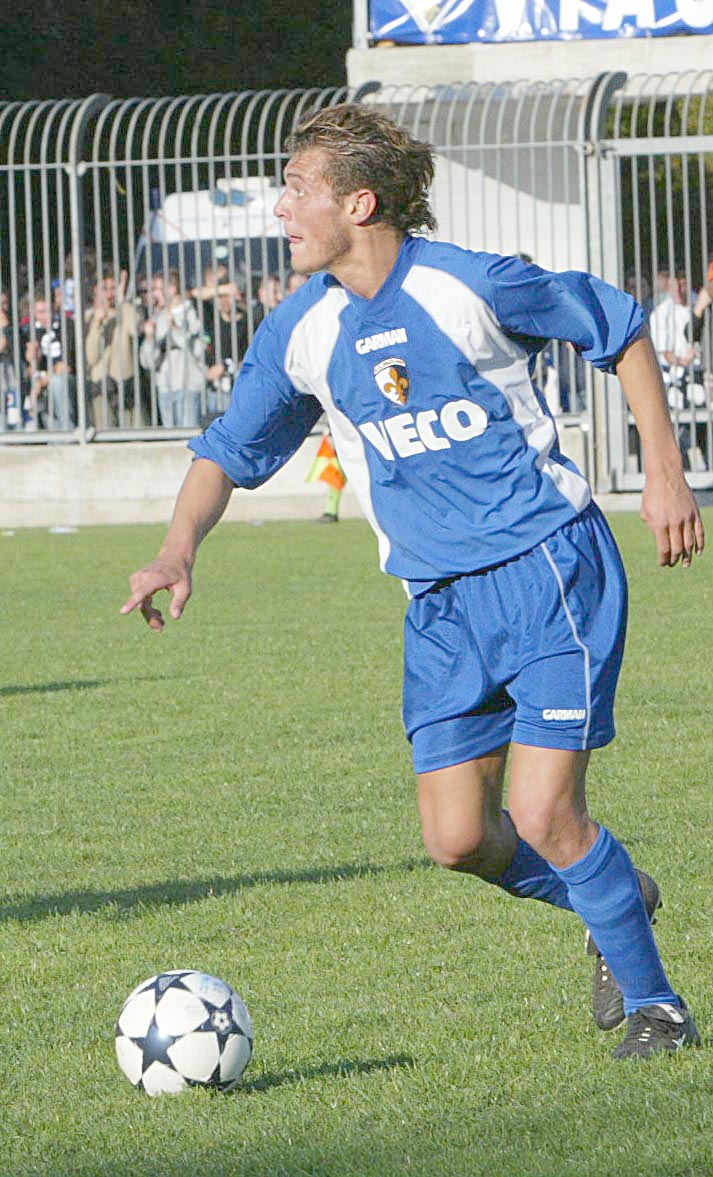
Alessandro Diamanti in Prato-Pistoiese del 19 ottobre 2003

Diamanti tornò nuovamente a Prato, dove nella stagione 2003-2004, di nuovo in Serie C1 con il tecnico Esposito, fu spesso titolare della maglia numero 10 nel girone d'andata. Il 26 ottobre realizzò in Reggiana-Prato (1-1) il primo gol in biancoazzurro con un tiro all'incrocio dei pali. Nel girone di ritorno, a parte un gol su punizione il 14 marzo 2004 nel derby Pistoiese-Prato (1-4), la sua presenza e il suo apporto in campo furono minori per motivi tattici. Nelle ultime giornate venne messo fuori rosa per motivi disciplinari dal tecnico Esposito, che lo reintegrò tra i convocati in occasione dei play-out, in cui il Prato si dovette arrendere alla Pro Patria, anche se in seguito fu ripescato. Nel corso della stagione venne convocato sia dall'Under-20 C, partecipando al torneo internazionale Mirop Cup, che dall'Under-21 C.

#### L'esordio in Serie B con l'AlbinoLeffe e il ritorno al Prato
Il 3 luglio 2004 passò in comproprietà all'AlbinoLeffe, in Serie B, nella quale l'allenatore Elio Gustinetti lo fece debuttare il 2 ottobre in Bari-AlbinoLeffe (1-1), partita in cui servì un assist dopo aver saltato tre avversari; nel resto della stagione, passata perlopiù in panchina, servì altri quattro assist. L'AlbinoLeffe terminò il campionato a metà classifica. In quella stagione 2004-2005 Diamanti fu anche convocato spesso dalla Under-21 B. L'anno seguente, dopo un discreto inizio di campionato, Diamanti venne progressivamente accantonato dal nuovo tecnico Vincenzo Esposito, che lo aveva già allenato a Prato; da dicembre fu addirittura escluso dalla rosa, e nell'ultimo giorno di mercato, il 31 gennaio 2006, decise di tornare ancora una volta al Prato, comproprietario del cartellino, con la formula del prestito secco. In questo scorcio di stagione, in Serie C2 sotto la guida di Pierpaolo Bisoli, il numero 10 laniero realizzò quattro gol, più il gol-salvezza con un sinistro da trenta metri nella sfida play-out di ritorno del 28 maggio, Prato-Montevarchi (1-1).
Il 20 giugno il Prato riscattò la metà del cartellino appartenente all'AlbinoLeffe, e Diamanti, tornato interamente biancoazzurro, rimase nella sua città, ancora con Bisoli, realizzando nella stagione 2006-2007 10 gol in campionato e 5 gol in Coppa Italia Serie C, di cui una tripletta al Pisa, squadra di Serie C1. L'aspetto negativo di una stagione molto positiva a livello personale furono le sei giornate complessive di squalifica con cui fu sanzionato (di cui una ereditata dalla stagione precedente per somma di ammonizioni).

#### L'approdo in Serie A con il Livorno
Il 9 luglio 2007, compiendo il triplo salto dalla C2 alla massima serie, Diamanti si trasferì a titolo definitivo al Livorno, suggerito alla società da Fabio Galante. Esordì in Serie A il 25 agosto nel corso della prima giornata, giocando l'ultimo spezzone di gara in Juventus-Livorno (5-1). In Livorno-Inter (2-2) del 23 settembre, giocò per la prima volta da titolare nel massimo campionato, mettendosi in mostra nel corso dei 90 minuti. Il primo gol in Serie A lo segnò in Livorno-Napoli (1-2) del 24 febbraio 2008, su punizione. La settimana successiva in Livorno-Catania (1-0) entrò all'intervallo e con la sua rete da trenta metri fu per la prima volta decisivo ai fini del risultato. A questo punto iniziò a giocare spesso da titolare, sebbene ancora da subentrato segnò su punizione in Roma-Livorno (1-1) del 19 aprile. La squadra retrocesse con una giornata d'anticipo, ma nonostante la caduta in B, Diamanti concluse la sua prima stagione nella massima serie con un bilancio personale positivo.
La stagione 2008-2009 cominciò con quattro reti in Coppa Italia, di cui una doppietta al Torino, militante in A. In campionato, invece, da notare oltre ai due gol su calcio d'angolo in Ancona-Livorno (2-2) e Livorno-Piacenza (3-0), i due gol su punizione nei derby con il Pisa, sia in casa (1-1) che in trasferta (2-1). Il Livorno ebbe accesso ai play-off il 30 maggio 2009, guadagnando la terza posizione all'ultima giornata grazie alla vittoria in Ascoli-Livorno (2-3), quando Diamanti segnò il gol del momentaneo pareggio con un tiro a giro dal limite dell'area. Agli spareggi, Diamanti diede un contributo decisivo per la promozione in Serie A, procurando quattro gol e segnandone tre, uno di questi con un destro al volo nella finale di ritorno del 20 giugno Livorno-Brescia (3-0). Chiuse la stagione con 20 reti all'attivo, record personale, e venne inserito nei migliori 11 della stagione regolare del campionato di Serie B, premiato come miglior fantasista.

#### West Ham e Brescia

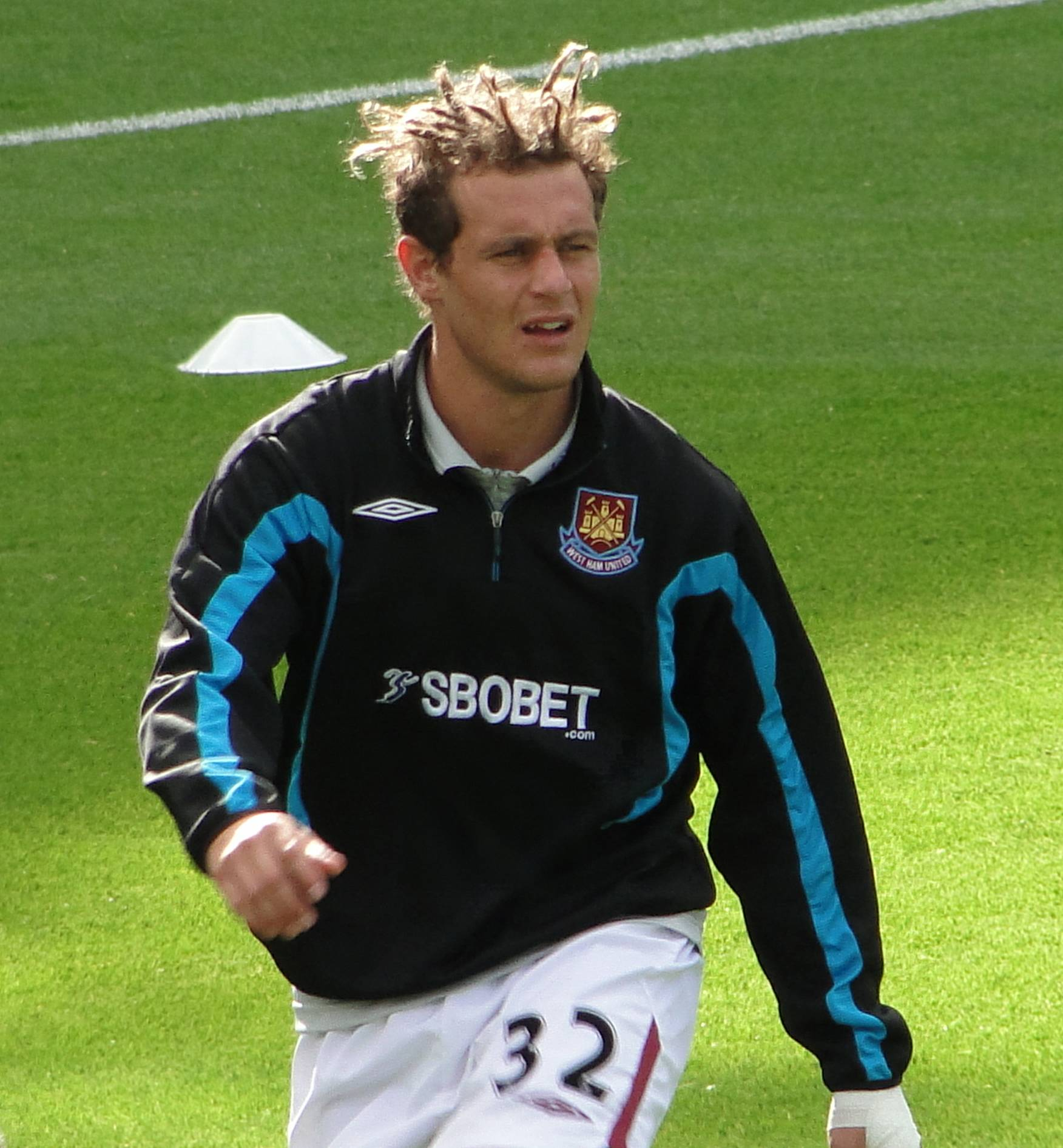
Diamanti con la casacca del West Ham (Premier League 2009-2010)

Nella stagione successiva, dopo aver disputato la prima partita del campionato di Serie A con la maglia del Livorno, il 28 agosto 2009 si trasferì in Premier League al West Ham, allenato da Gianfranco Zola, che ne aveva caldeggiato l'acquisto. Il 19 settembre in West Ham-Liverpool (2-3) segnò il suo primo gol, su calcio di rigore. Il 3 gennaio 2010 esordì in FA Cup in West Ham-Arsenal (1-2) e segnò il gol del provvisorio vantaggio. Un momento importante della stagione fu il gol su punizione che il 10 febbraio sbloccò il risultato in West Ham-Birmingham (2-0). La salvezza venne raggiunta a una giornata dal termine e a fine stagione fu scelto dai sostenitori del club come finalista del premio "Hammer of the Year", riconoscimento per il miglior calciatore del West Ham della stagione, piazzandosi dietro al vincitore Scott Parker. Il bilancio personale a fine stagione tra le varie competizioni fu di otto gol segnati e altri sei procurati.
Il 24 agosto 2010 venne formalizzato il suo acquisto a titolo definitivo da parte del Brescia, neopromosso in Serie A. Il 19 settembre in Chievo-Brescia (0-1) realizzò il suo primo gol con le rondinelle, andando a segno su calcio di punizione. La partita più significativa della stagione a livello personale fu Brescia-Juventus (1-1) del 10 novembre, nella quale segnò la rete del pareggio con un tiro di esterno e che gli valse la prima convocazione in Nazionale dopo esser stato visionato direttamente dal CT, presente allo stadio. A livello di squadra invece, a due giornate dal termine, arrivò la retrocessione.

#### Bologna e la fascia di capitano
Il 1º agosto 2011 venne acquistato in compartecipazione dal Bologna. Il suo acquisto fu voluto dal tecnico Bisoli, che lo aveva già allenato a Prato. Il 24 settembre in Bologna-Inter (1-3) realizzò il primo gol in rossoblu, segnando su rigore la rete del provvisorio pareggio. In occasione della partita a Novara (0-2) a metà ottobre, la prima sotto la gestione di Stefano Pioli, si infortunò al costato nelle prime fasi di gara e restò fuori per più di un mese. La sua stagione decollò dal mese di dicembre e continuò costante: per il tipo di gol, un tiro al volo da 35 metri con la porta sguarnita a causa del portiere in uscita, da ricordare la vittoria in Lazio-Bologna (1-3) dell'11 marzo 2012. La stagione si chiuse con un nono posto in Serie A, e, a livello personale, fu caratterizzata da 7 gol, un'autorete procurata e 6 assist in campionato (oltre a una rete e due assist in Coppa); queste prestazioni lo fecero aggregare in pianta stabile alla Nazionale.
In merito alla compartecipazione, la situazione venne risolta mediante il ricorso alle buste, con le quali il 23 giugno il Bologna si aggiudicò interamente il suo cartellino, rilevando la metà ancora appartenente al Brescia.
Dal principio della stagione successiva, fino all’inizio di dicembre, indossò la fascia di capitano, data la squalifica di Daniele Portanova; in seguito, a partire dal 27 gennaio 2013, divenne il capitano della squadra, vista la cessione del difensore. Nel complesso di un'annata in cui venne raggiunta la salvezza in ampio anticipo, il 3 marzo, in Bologna-Cagliari (3-0), realizzò la rete più bella del suo campionato, con un tiro a giro partito da fuori del lato destro dell'area.
La partita casalinga del 1º febbraio 2014 contro l'Udinese (0-2) fu l'ultima in maglia rossoblu per Diamanti, che lasciò i felsinei in zona salvezza.

#### Guangzhou, Fiorentina, Watford e Atalanta
Il 7 febbraio 2014 si trasferì a titolo definitivo al Guangzhou, club cinese allenato da Marcello Lippi. Debuttò il 26 febbraio in AFC Champions League (Guangzhou-Melbourne Victory 4-2), segnando una doppietta; dopo aver superato il girone terminandolo al primo posto, agli ottavi di finale si rese protagonista nella partita decisiva per il passaggio del turno, Cerezo Osaka-Guangzhou (1-5), facendo due assist. In seguito alla partita di campionato Guangzhou-Shandong Luneng (0-0) fu squalificato per quattro giornate per aver scherzosamente mostrato il dito medio ai compagni di squadra. Ai quarti di AFC Champions League, nonostante la vittoria in Guangzhou-Western Sydney Wanderers (2-1), in cui segnò con un destro di controbalzo, la squadra venne eliminata in conseguenza dell'1-0 dell'andata. In campionato, con il pareggio all'ultima giornata in Shandong Luneng-Guangzhou (1-1), il club vinse il titolo.
Il 10 gennaio 2015 si trasferì in prestito con diritto di riscatto alla Fiorentina, dodici anni dopo il suo primo passaggio alla società gigliata. Il primo gol con la maglia viola lo mise a segno l'8 febbraio in Fiorentina-Atalanta (3-2). A fine stagione, conclusa con il quarto posto in campionato, la Fiorentina decise di non esercitare il diritto di riscatto.
Il suo cartellino tornò nella disponibilità del Guangzhou, ma il giocatore, in attesa di nuova sistemazione, non rientrò a far parte della squadra, e il 17 agosto 2015 fu preso in prestito secco dal Watford, club neo-promosso in Premier League; lasciò gli Hornets a metà stagione dopo aver collezionato solo tre presenze, tutte da subentrato.
Il 13 gennaio 2016 fu ufficializzato il suo trasferimento in prestito secco fino a fine stagione all'Atalanta. L'unica rete con gli orobici, la centesima della sua carriera tra club e nazionale, la mise a segno il 20 marzo nella vittoria per 2-0 contro il Bologna. Il campionato fu concluso con una salvezza tranquilla.

#### Palermo e Perugia
Dopo aver terminato il prestito all'Atalanta e rescisso con il Guangzhou, il 29 agosto 2016 firmò un contratto con il Palermo. Segnò il suo unico gol in campionato il 30 aprile 2017, su punizione, nella vittoria per 2-0 sulla Fiorentina. A tre giornate dal termine divenne matematica la retrocessione del club, con il quale il 31 agosto Diamanti rescisse consensualmente il contratto, rimanendo così svincolato.
Dopo quasi sei mesi senza squadra, il 17 febbraio 2018 firmò un contratto fino a fine stagione con il Perugia, militante in Serie B. Il 10 marzo in Perugia-Foggia (2-0) segnò su rigore il suo primo gol con gli umbri, con i quali disputò i play-off, terminati con l'eliminazione nel turno preliminare (Venezia-Perugia 3-0).

#### Il ritorno al Livorno
Il 13 luglio 2018 fu ufficializzato come nuovo giocatore del Livorno, neopromosso in cadetteria, tornando ad indossare la maglia amaranto a distanza di 9 anni. Il 29 settembre in Venezia-Livorno (1-1) realizzò su rigore il suo primo gol in campionato. Il prosieguo del girone d'andata fu caratterizzato da due doppiette: il 3 novembre contro il Perugia (sconfitta 2-3) e il 9 dicembre nella vittoria contro il Foggia (3-1). In occasione di Crotone-Livorno (1-1) del 3 febbraio 2019 disputò la sua cinquecentesima partita tra club e nazionale. Il 27 aprile in Livorno-Palermo (2-2) segnò il suo 10º gol stagionale, con un tiro dalla trequarti. La settimana successiva, in Livorno-Carpi (1-0) del 5 maggio, giocò la sua centesima partita con la società labronica. La stagione si concluse con la salvezza diretta.

#### Il trasferimento in Australia e il ritiro dal calcio giocato
Dopo lo svincolo dal Livorno, il 25 luglio 2019 fu annunciato come nuovo acquisto da parte del Western United, società debuttante in A-League, il massimo campionato australiano. Nominato fin da subito capitano, segnò il primo gol il 2 novembre nella vittoria con il Melbourne Victory (2-3), con un tiro da fuori area. Alla fine della stagione regolare venne premiato come miglior giocatore dall'emittente ufficiale del campionato, riconoscimento che anticipò la nomina nella top 11 del campionato e la conquista della Johnny Warren Medal, premio che la federazione australiana attribuisce al miglior giocatore della stagione. Con la squadra ottenne il quinto posto in regular season, qualificandosi per i play-off, dove, dopo aver battuto 1-0 il Brisbane Roar con un suo gol su punizione nel turno preliminare, il Western United fu sconfitto per 2-0 dal Melbourne City in semifinale.
Nella stagione successiva, dopo due terzi di campionato competitivi, il Western United subì otto sconfitte consecutive nell'ultimo mese di regular season, piazzandosi al decimo posto. A livello personale, Diamanti risultò essere il miglior assist-man della A-League, con 9 passaggi decisivi.
Nel campionato 2021-2022 giocò pressappoco metà della stagione regolare, prima di infortunarsi al ginocchio destro in occasione della vittoria contro i Western Sydney Wanderers (3-2) del 20 febbraio 2022. La squadra, capolista della regular season al momento dell'infortunio, si classificò poi al terzo posto della graduatoria, riuscendo però a diventare campione d’Australia attraverso la vittoria dei play-off.
Rientrò in campo il 21 ottobre, dopo 8 mesi di stop, subentrando nei minuti di recupero della terza giornata del campionato 2022-2023. Il 13 novembre tornò al gol, segnando su punizione la rete della vittoria contro il Wellington Phoenix (2-3). Il 21 gennaio 2023, in occasione dell'incontro con il Sydney (1-0), segnò con un tiro scoccato da poco oltre la metà campo. Nel contesto di un campionato in cui Diamanti fu schierato titolare in due occasioni, la squadra si classificò al settimo posto della graduatoria.
Il 24 aprile 2023, a pochi giorni dal suo quarantesimo compleanno, Diamanti annunciò che si sarebbe ritirato dal calcio giocato dopo la partita contro il Perth Glory del 29 aprile seguente, valida per l'ultima giornata della regular season della A-League. La partita fu poi vinta 1-2 dal Western United, con Diamanti in campo nei primi 63 minuti.

### Nazionale

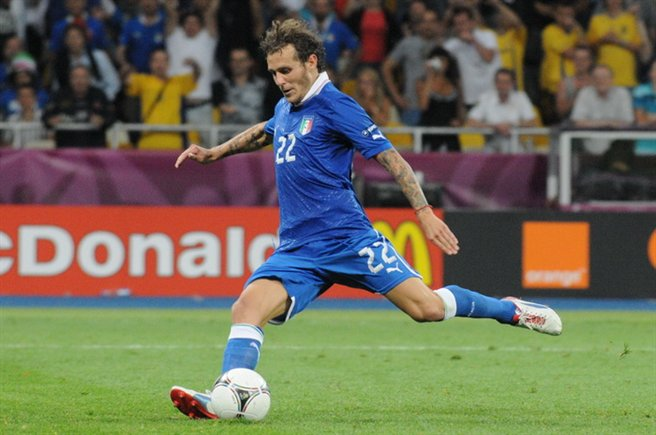
Il rigore di Diamanti contro l'Inghilterra nei quarti di finale dell'Europeo 2012

Il 14 novembre 2010 ricevette la prima convocazione in nazionale, chiamato dal commissario tecnico Cesare Prandelli in vista dell'amichevole contro la Romania del 17 novembre. Sebbene vittima di un attacco influenzale, cominciò da titolare, venendo poi sostituito nell'intervallo da Daniele De Rossi.
Convocato per l'Europeo 2012, nella terza e ultima partita della fase a gironi (con cui l'Italia passò il turno come seconda), vinta il 18 giugno per 2-0 contro l'Irlanda, subentrò ad Antonio Cassano al 63' e fornì l'assist da calcio d'angolo per il gol del raddoppio di Mario Balotelli. Il 24 giugno, nei quarti di finale contro l'Inghilterra (0-0 dts, 2-4 dcr), entrò al 78' al posto di Cassano e, dopo aver colpito un palo nei tempi supplementari, durante la serie finale segnò il rigore decisivo per la vittoria. Giocò anche il 28 giugno nella semifinale vinta per 2-1 contro la Germania, subentrando al 58' sempre a Cassano. L'Italia concluse il torneo perdendo 4-0 contro la Spagna in finale, partita a cui Diamanti non prese parte.
Dopo la positiva esperienza dell'Europeo continuò a far parte stabilmente della rosa della nazionale italiana, venendo convocato in occasione delle partite del girone di qualificazione al Mondiale 2014.
Prese parte anche alla Confederations Cup 2013, nella cui finale per il 3º posto, vinta dall'Italia il 30 giugno contro l'Uruguay (2-2 dts, 4-5 dcr), dapprima propiziò la rete di Davide Astori e in seguito realizzò su punizione il suo primo gol in maglia azzurra, lasciando infine il campo a Emanuele Giaccherini all'83'.

### Allenatore

#### Melbourne City Youth
Il 12 luglio 2023, a decorrere dalla stagione 2024, è stato annunciato come allenatore del Melbourne City Youth, formazione under 23 del club impegnata nella VPL 1, terza serie australiana, seconda dello stato del Victoria.
Nel settembre del 2024, dopo aver completato il corso specifico presso il Settore Tecnico della FIGC a Coverciano, consegue la licenza UEFA A, che consente di guidare tutte le squadre giovanili (comprese le Primavera), tutte le squadre femminili e le prime squadre maschili fino alla Serie C inclusa.

## Statistiche
Tra club e nazionale maggiore, Diamanti ha disputato 596 partite, segnando 124 gol, dei quali 62 su azione, 34 su punizione, 2 su calcio d'angolo e 26 su rigore.

### Presenze e reti nei club
Statistiche aggiornate al termine della carriera da calciatore.
| Stagione              | Squadra               | Campionato            | Campionato | Campionato | Coppe nazionali | Coppe nazionali | Coppe nazionali | Coppe continentali | Coppe continentali | Coppe continentali | Altre competizioni | Altre competizioni | Altre competizioni | Totale | Totale |
| Stagione              | Squadra               | Comp                  | Pres       | Reti       | Comp            | Pres            | Reti            | Comp               | Pres               | Reti               | Comp               | Pres               | Reti               | Pres   | Reti   |
| --------------------- | --------------------- | --------------------- | ---------- | ---------- | --------------- | --------------- | --------------- | ------------------ | ------------------ | ------------------ | ------------------ | ------------------ | ------------------ | ------ | ------ |
| 1999-2000             | Prato                 | C2                    | 1          | 0          | CI-C            | 0               | 0               | -                  | -                  | -                  | -                  | -                  | -                  | 1      | 0      |
| 2000-2001             | Empoli                | B                     | 0          | 0          | CI              | 0               | 0               | -                  | -                  | -                  | -                  | -                  | -                  | 0      | 0      |
| ago.-sett. 2001       | Prato                 | C2                    | 0          | 0          | CI              | 1               | 0               | -                  | -                  | -                  | -                  | -                  | -                  | 1      | 0      |
| set. 2001-2002        | Fucecchio             | D                     | 24         | 3          | CI-D            | -               | -               | -                  | -                  | -                  | -                  | -                  | -                  | 24     | 3      |
| 2002-gen. 2003        | Prato                 | C1                    | 2          | 0          | CI-C            | 3               | 0               | -                  | -                  | -                  | -                  | -                  | -                  | 5      | 0      |
| gen.-giu. 2003        | Florentia Viola       | C2                    | 3          | 0          | CI-C            | -               | -               | -                  | -                  | -                  | -                  | -                  | -                  | 3      | 0      |
| 2003-2004             | Prato                 | C1                    | 20+2       | 4+0        | CI-C            | 3               | 0               | -                  | -                  | -                  | -                  | -                  | -                  | 25     | 4      |
| 2004-2005             | AlbinoLeffe           | B                     | 18         | 0          | CI              | 1               | 0               | -                  | -                  | -                  | -                  | -                  | -                  | 19     | 0      |
| 2005-gen. 2006        | AlbinoLeffe           | B                     | 8          | 0          | CI              | 0               | 0               | -                  | -                  | -                  | -                  | -                  | -                  | 8      | 0      |
| Totale AlbinoLeffe    | Totale AlbinoLeffe    | Totale AlbinoLeffe    | 26         | 0          |                 | 1               | 0               |                    | -                  | -                  |                    | -                  | -                  | 27     | 0      |
| gen.-giu. 2006        | Prato                 | C2                    | 11+2       | 4+1        | CI-C            | -               | -               | -                  | -                  | -                  | -                  | -                  | -                  | 13     | 5      |
| 2006-2007             | Prato                 | C2                    | 25         | 10         | CI-C            | 6               | 5               | -                  | -                  | -                  | -                  | -                  | -                  | 31     | 15     |
| Totale Prato          | Totale Prato          | Totale Prato          | 59+4       | 18+1       |                 | 13              | 5               |                    | -                  | -                  |                    | -                  | -                  | 76     | 24     |
| 2007-2008             | Livorno               | A                     | 26         | 4          | CI              | 1               | 0               | -                  | -                  | -                  | -                  | -                  | -                  | 27     | 4      |
| 2008-2009             | Livorno               | B                     | 32+4       | 13+3       | CI              | 3               | 4               | -                  | -                  | -                  | -                  | -                  | -                  | 39     | 20     |
| ago. 2009             | Livorno               | A                     | 1          | 0          | CI              | 0               | 0               | -                  | -                  | -                  | -                  | -                  | -                  | 1      | 0      |
| 2009-2010             | West Ham              | PL                    | 27         | 7          | FACup+CdL       | 1+1             | 1+0             | -                  | -                  | -                  | -                  | -                  | -                  | 29     | 8      |
| ago. 2010             | West Ham              | PL                    | 1          | 0          | FACup+CdL       | -               | -               | -                  | -                  | -                  | -                  | -                  | -                  | 1      | 0      |
| Totale West Ham       | Totale West Ham       | Totale West Ham       | 28         | 7          |                 | 2               | 1               |                    | -                  | -                  |                    | -                  | -                  | 30     | 8      |
| 2010-2011             | Brescia               | A                     | 32         | 6          | CI              | 1               | 1               | -                  | -                  | -                  | -                  | -                  | -                  | 33     | 7      |
| 2011-2012             | Bologna               | A                     | 30         | 7          | CI              | 2               | 1               | -                  | -                  | -                  | -                  | -                  | -                  | 32     | 8      |
| 2012-2013             | Bologna               | A                     | 34         | 7          | CI              | 2               | 1               | -                  | -                  | -                  | -                  | -                  | -                  | 36     | 8      |
| 2013-feb. 2014        | Bologna               | A                     | 19         | 5          | CI              | 1               | 1               | -                  | -                  | -                  | -                  | -                  | -                  | 20     | 6      |
| Totale Bologna        | Totale Bologna        | Totale Bologna        | 83         | 19         |                 | 5               | 3               |                    | -                  | -                  |                    | -                  | -                  | 88     | 22     |
| 2014                  | Guangzhou Ev.         | CSL                   | 24         | 4          | CC              | 2               | 0               | ACL                | 9                  | 4                  | SCC                | 0                  | 0                  | 35     | 8      |
| gen.-giu. 2015        | Fiorentina            | A                     | 11         | 2          | CI              | 4               | 0               | UEL                | 0                  | 0                  | -                  | -                  | -                  | 15     | 2      |
| Totale Fiorentina     | Totale Fiorentina     | Totale Fiorentina     | 14         | 2          |                 | 4               | 0               |                    | 0                  | 0                  |                    | -                  | -                  | 18     | 2      |
| 2015-gen. 2016        | Watford               | PL                    | 3          | 0          | FACup+CdL       | 0               | 0               | -                  | -                  | -                  | -                  | -                  | -                  | 3      | 0      |
| gen.-giu. 2016        | Atalanta              | A                     | 16         | 1          | CI              | -               | -               | -                  | -                  | -                  | -                  | -                  | -                  | 16     | 1      |
| 2016-2017             | Palermo               | A                     | 31         | 1          | CI              | 1               | 0               | -                  | -                  | -                  | -                  | -                  | -                  | 32     | 1      |
| feb.-giu. 2018        | Perugia               | B                     | 13+1       | 2+0        | CI              | -               | -               | -                  | -                  | -                  | -                  | -                  | -                  | 14     | 2      |
| 2018-2019             | Livorno               | B                     | 32         | 10         | CI              | 1               | 0               | -                  | -                  | -                  | -                  | -                  | -                  | 33     | 10     |
| Totale Livorno        | Totale Livorno        | Totale Livorno        | 91+4       | 27+3       |                 | 5               | 4               |                    | -                  | -                  |                    | -                  | -                  | 100    | 34     |
| 2019-2020             | Western Utd           | AL                    | 25+2       | 7+1        | -               | -               | -               | -                  | -                  | -                  | -                  | -                  | -                  | 27     | 8      |
| 2020-2021             | Western Utd           | AL                    | 24         | 1          | -               | -               | -               | -                  | -                  | -                  | -                  | -                  | -                  | 24     | 1      |
| 2021-2022             | Western Utd           | AL                    | 10         | 0          | CA              | 1               | 0               | -                  | -                  | -                  | -                  | -                  | -                  | 11     | 0      |
| 2022-2023             | Western Utd           | AL                    | 21         | 2          | CA              | 0               | 0               | -                  | -                  | -                  | -                  | -                  | -                  | 21     | 2      |
| Totale Western United | Totale Western United | Totale Western United | 80+2       | 10+1       |                 | 1               | 0               |                    | -                  | -                  |                    | -                  | -                  | 83     | 11     |
| Totale carriera       | Totale carriera       | Totale carriera       | 535        | 105        |                 | 35              | 14              |                    | 9                  | 4                  |                    | 0                  | 0                  | 579    | 123    |

### Cronologia presenze e reti in nazionale
| Cronologia completa delle presenze e delle reti in nazionale ― Italia | Cronologia completa delle presenze e delle reti in nazionale ― Italia | Cronologia completa delle presenze e delle reti in nazionale ― Italia | Cronologia completa delle presenze e delle reti in nazionale ― Italia | Cronologia completa delle presenze e delle reti in nazionale ― Italia | Cronologia completa delle presenze e delle reti in nazionale ― Italia | Cronologia completa delle presenze e delle reti in nazionale ― Italia | Cronologia completa delle presenze e delle reti in nazionale ― Italia |
| Data                                                                  | Città                                                                 | In casa                                                               | Risultato                                                             | Ospiti                                                                | Competizione                                                          | Reti                                                                  | Note                                                                  |
| --------------------------------------------------------------------- | --------------------------------------------------------------------- | --------------------------------------------------------------------- | --------------------------------------------------------------------- | --------------------------------------------------------------------- | --------------------------------------------------------------------- | --------------------------------------------------------------------- | --------------------------------------------------------------------- |
| 17-11-2010                                                            | Klagenfurt am Wörthersee                                              | Romania                                                               | 1 – 1                                                                 | Italia                                                                | Amichevole                                                            | -                                                                     | 45’                                                                   |
| 18-6-2012                                                             | Poznań                                                                | Italia                                                                | 2 – 0                                                                 | Irlanda                                                               | Euro 2012 - 1º turno                                                  | -                                                                     | 63’                                                                   |
| 24-6-2012                                                             | Kiev                                                                  | Inghilterra                                                           | 0 – 0 dts (2 – 4 dtr)                                                 | Italia                                                                | Euro 2012 - Quarti di finale                                          | -                                                                     | 78’                                                                   |
| 28-6-2012                                                             | Varsavia                                                              | Germania                                                              | 1 – 2                                                                 | Italia                                                                | Euro 2012 - Semifinale                                                | -                                                                     | 58’                                                                   |
| 15-8-2012                                                             | Berna                                                                 | Inghilterra                                                           | 2 – 1                                                                 | Italia                                                                | Amichevole                                                            | -                                                                     | 58’                                                                   |
| 7-9-2012                                                              | Sofia                                                                 | Bulgaria                                                              | 2 – 2                                                                 | Italia                                                                | Qual. Mondiali 2014                                                   | -                                                                     | 64’                                                                   |
| 11-9-2012                                                             | Modena                                                                | Italia                                                                | 2 – 0                                                                 | Malta                                                                 | Qual. Mondiali 2014                                                   | -                                                                     | 45’                                                                   |
| 14-11-2012                                                            | Parma                                                                 | Italia                                                                | 1 – 2                                                                 | Francia                                                               | Amichevole                                                            | -                                                                     | 73’                                                                   |
| 6-2-2013                                                              | Amsterdam                                                             | Paesi Bassi                                                           | 1 – 1                                                                 | Italia                                                                | Amichevole                                                            | -                                                                     | 46’                                                                   |
| 21-3-2013                                                             | Ginevra                                                               | Italia                                                                | 2 – 2                                                                 | Brasile                                                               | Amichevole                                                            | -                                                                     | 81’                                                                   |
| 31-5-2013                                                             | Bologna                                                               | Italia                                                                | 4 – 0                                                                 | San Marino                                                            | Amichevole                                                            | -                                                                     | 48’                                                                   |
| 11-6-2013                                                             | Rio de Janeiro                                                        | Italia                                                                | 2 – 2                                                                 | Haiti                                                                 | Amichevole                                                            | -                                                                     | 53’                                                                   |
| 22-6-2013                                                             | Salvador                                                              | Italia                                                                | 2 – 4                                                                 | Brasile                                                               | Conf. Cup 2013 - 1º turno                                             | -                                                                     | 70’                                                                   |
| 30-6-2013                                                             | Salvador                                                              | Uruguay                                                               | 2 – 2 dts (2 – 3 dtr)                                                 | Italia                                                                | Conf. Cup 2013 - Finale 3º posto                                      | 1                                                                     | 82’                                                                   |
| 14-8-2013                                                             | Roma                                                                  | Italia                                                                | 1 – 2                                                                 | Argentina                                                             | Amichevole                                                            | -                                                                     | 54’                                                                   |
| 11-10-2013                                                            | Copenaghen                                                            | Danimarca                                                             | 2 – 2                                                                 | Italia                                                                | Qual. Mondiali 2014                                                   | -                                                                     | 76’                                                                   |
| 18-11-2013                                                            | Londra                                                                | Italia                                                                | 2 – 2                                                                 | Nigeria                                                               | Amichevole                                                            | -                                                                     | 53’                                                                   |
| Totale                                                                |                                                                       | Presenze                                                              | 17                                                                    |                                                                       | Reti                                                                  | 1                                                                     |                                                                       |

## Palmarès

### Club
- Campionato italiano Serie C2: 1

Florentia Viola: 2002-2003
- Campionato cinese: 1

Guangzhou Evergrande: 2014
- Campionato australiano: 1

Western United: 2021-2022

### Individuale
- Johnny Warren Medal: 1

2019-2020
- PFA Team of the season: 1

2019-2020